# Victoria Hopper
Pour les articles homonymes, voir Hopper.
Victoria Hopper, née le 24 mai 1909 à Vancouver au Canada et morte le 22 janvier 2007, est une actrice et chanteuse britannique.

## Biographie
Née en 1909 à Vancouver, elle déménage en Angleterre durant son adolescence. Elle fait ses débuts au théâtre en 1933. Elle se marie en 1934 avec Basil Dean, dont elle divorce en 1939. Elle fait l'essentiel de sa carrière au théâtre dans des productions londoniennes, et se produit au cinéma essentiellement dans les années 1930. Elle meurt dans le Kent en 2007 à l'âge de 97 ans.

## Théâtre
- Three Sisters (1934) : Mary (Théâtre de Drury Lane, Londres)
- Cornelius (1935) : Judy Evison (Duchess Theatre, Aldwych, Londres)
- The Melody That Got Lost (1936) : Edith (Embassy Theatre, Swiss Cottage, Londres)
- Autumn (1937, 1938) : Monica Brooke (St. Martin's Theatre, Londres)
- Drawing Room (1938) : Sylvia (Touring production) (Theatre Royal, Brighton)
- Johnson Over Jordan (1939) : Freda Johnson (Saville Theatre, Londres)
- The Dominant Sex (1941) : Angela Shale (Touring production?) (Theatre Royal, Hanley)
- The Shop on Sly Corner (1945) : Margaret Heiss (St. Martin's Theatre, Londres)
- Vanity Fair (1946) : Amelia Sedley (Comedy Theatre, Londres)
- Once Upon a Crime(1948) (Theatre Royal Birmingham)
- Serious Charge (1955) : Hester Byfield (Garrick Theatre, Londres)

## Filmographie
- 1933 : Tessa, la nymphe au cœur fidèle
- 1934 : Les Maudits du château-fort
- 1936 : Aimé des dieux : Constance Mozart
- 1936 : Laburnum Grove : Elsie Radfern
- 1936 : The Lonely Road (en) de James Flood
- 1936 : The Mill on the Floss de Tim Whelan
- 1948 : Escape from Broadmoor (en) de John Gilling